# Karol Krasowski
Karol Krasowski (ur. 23 maja 1924 w Borowych należących do gminy Budsław, zm. 27 lutego 2007) – oficer ludowego Wojska Polskiego, kawaler orderu Virtuti Militari i Orderów Odrodzenia Polski.

## Życiorys
Urodził się w rodzinie Juliana i Adeli. W lipcu 1944 został powołany do Armii Czerwonej, a w październiku 1944 przydzielony do 4 zapasowego pułku piechoty Wojska Polskiego. Przeniesiony następnie do 2 zapasowego pułku piechoty, gdzie ukończył szkołę podoficerską. Od 15 grudnia 1944 został przydzielony do II kompanii fizylierów 18 pułku piechoty i wysłany na front pod Warszawę. W szeregach 18 pp brał udział w walkach od Warszawy aż po Kołobrzeg, gdzie został ranny. Brał też udział w walkach o Berlin.
Po zakończeniu wojny pozostał w wojsku jako żołnierz zawodowy. Ukończył Akademię Sztabu Wojska Polskiego, a następnie obronił doktorat. Zajmował różne stanowiska: m.in. w Głównym Kwatermistrzostwie, Sztabie Generalnym, Głównym Inspektoracie Obrony Terytorialnej, Akademii Sztabu Generalnego.

## Odznaczenia
- Krzyż Srebrny Orderu Virtuti Militari[3]
- Złoty Krzyż Zasługi[3]
- Srebrny Krzyż Zasługi[3]
- Krzyż Kawalerski Orderu Odrodzenia Polski[3]
- Krzyż Oficerski Orderu Odrodzenia Polski[3]
- Medal za Warszawę 1939–1945[3]
- Medal „Za udział w walkach o Berlin”[3]